# Selvitsa ibena
Selvitsa ibena är en insektsart som beskrevs av Young 1977. Selvitsa ibena ingår i släktet Selvitsa och familjen dvärgstritar. Inga underarter finns listade i Catalogue of Life.